# 8H busz (Szombathely, –2012)
A szombathelyi 8H jelzésű hivatásforgalmi autóbusz az Autóbusz-állomás (Sörház u.) és a JABIL kft. megállóhelyek között közlekedett 2009-ig, majd az Autóbusz-állomás (Sörház u.) és a TESCO Hipermarket megállóhelyek között közlekedett 2009-től 2012-ig. A vonalon Ikarus 280 típusú csuklósbuszok közlekedtek. A vonalat a Vasi Volán Zrt. üzemeltette.

## Közlekedése
Csak munkanapokon közlekedett. A TESCO Hipermarket felé csak a délutáni és az esti műszakok előtt, az Autóbusz-állomás felé a reggeli, a délutáni és az esti műszakok előtt közlekedett.

## Útvonala
| TESCO Hipermarket felé | Autóbusz-állomás (Sörház utca) felé |
| --- | --- |
| Autóbusz-állomás (Sörház utca) – Sörház utca – Hollán Ernő utca – Kiskar utca – Thököly Imre utca – Szent Márton utca – Zanati út – TESCO Hipermarket | TESCO Hipermarket – Zanati út – Szent Márton utca – Thököly Imre utca – Kiskar utca – Hollán Ernő utca – Sörház utca – Autóbusz-állomás (Sörház utca) |

## Megállóhelyei
| 0  | Autóbusz-állomás (Sörház utca)     | 12 | Autóbusz-állomás, Ady Endre tér, Tűzoltóság, Régi börtön, Megyei Művelődési és Ifjúsági Központ, Kereskedelmi és Vendéglátói Szakközépiskola, Puskás Tivadar Szakképző Iskola, Járdányi Paulovics István Romkert, Weöres Sándor Színház, Kollégiumok |
| 2  | Nyomda                             | 11 | Nyomda, Óperint üzletház, Smidt Múzeum, Kiskar utcai rendelő, Sarlós Boldogasszony-székesegyház, Megyeháza, Püspöki Palota, Nyugat Magyarországi Egyetem D Épület, Levéltár                                                                          |
| 3  | Városháza                          | 9  | Városháza, Fő tér, Isis irodaház, Okmányiroda |
| 4  | Aluljáró (Szent Márton utca)       | 7  | Borostyánkő Áruház, Vásárcsarnok, Vízügyi Igazgatóság |
| 6  | Vépi út                            | 4  | |
| 7  | Zanati út 26.                      | 3  | FALCO Zrt., Vadvirág Óvoda |
| 8  | Ipartelep, bejárati út (Zanati út) | 2  | LIDL |
| 10 | TESCO Hipermarket                  | 0  | TESCO Hipermarket, DELPHI Kft., DECATHLON, Homa Centrum |

## Menetrend

### Autóbusz-állomásról indult
| Óra | Munkanapokon | Tanszüneti munkanapokon |
| --- | ------------ | ----------------------- |
| 13  | 10           | 10                      |
| 21  | 10           | 10                      |

### TESCO Hipermarkettől indult
| Óra | Munkanapokon | Tanszüneti munkanapokon |
| --- | ------------ | ----------------------- |
| 6   | 05           | 05                      |
| 14  | 05           | 05                      |
| 22  | 05           | 05                      |